# Municipio de Middlebury (Pensilvania)
El municipio de Middlebury (en inglés: Middlebury Township) es un municipio ubicado en el condado de Tioga en el estado estadounidense de Pensilvania. En el año 2000 tenía una población de 1.221 habitantes y una densidad poblacional de 9 personas por km².

## Geografía
El municipio de Middlebury se encuentra ubicado en las coordenadas 41°52′00″N 77°16′59″O / 41.86667, -77.28306.

## Demografía
Según la Oficina del Censo en 2000 los ingresos medios por hogar en la localidad eran de $35,052 y los ingresos medios por familia eran $40,662. Los hombres tenían unos ingresos medios de $26,800 frente a los $20,511 para las mujeres. La renta per cápita para la localidad era de $17,390. Alrededor del 12,7% de la población estaban por debajo del umbral de pobreza.